# Kanton Bâgé-le-Châtel
Kanton Bâgé-le-Châtel (fr. Canton de Bâgé-le-Châtel) byl francouzský kanton v departementu Ain v regionu Rhône-Alpes. Skládal se z 10 obcí. Zrušen byl po reformě kantonů 2014.

## Obce kantonu
- Asnières-sur-Saône
- Bâgé-la-Ville
- Bâgé-le-Châtel
- Dommartin
- Feillens
- Manziat
- Replonges
- Vésines
- Saint-André-de-Bâgé
- Saint-Laurent-sur-Saône